# Niedercunnersdorf

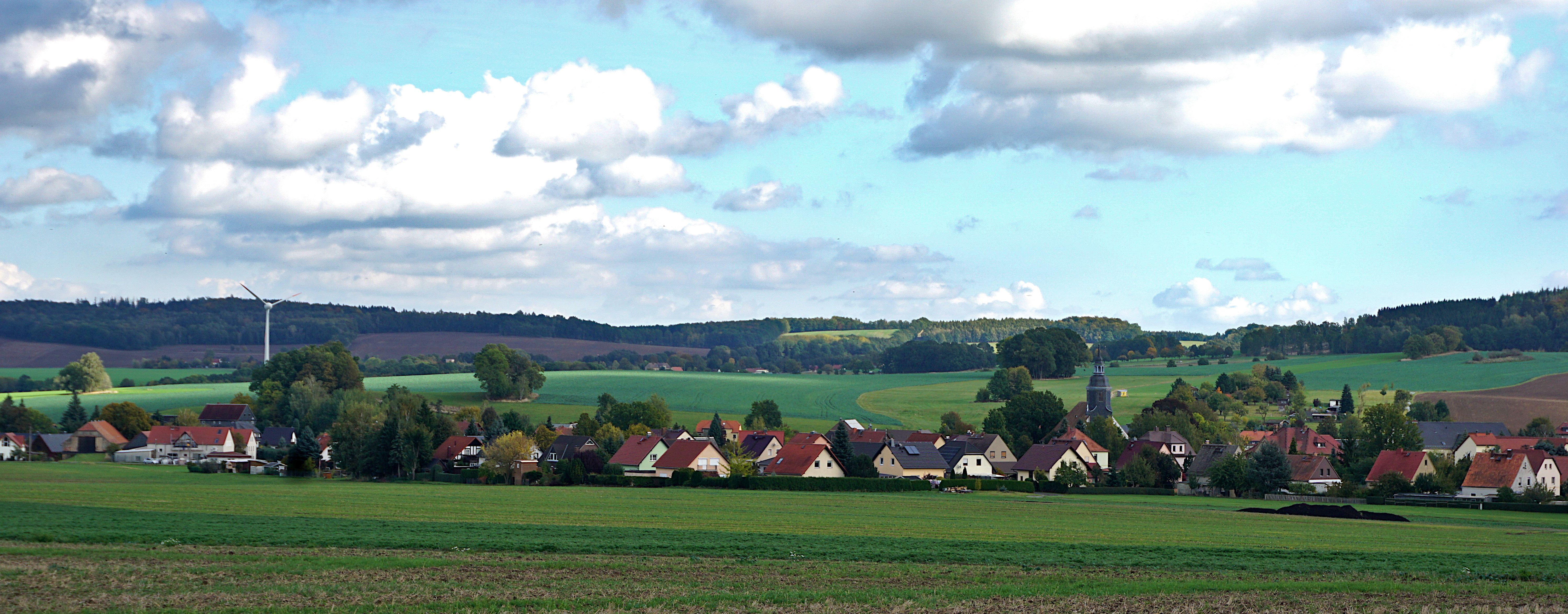
Blick auf Niedercunnersdorf

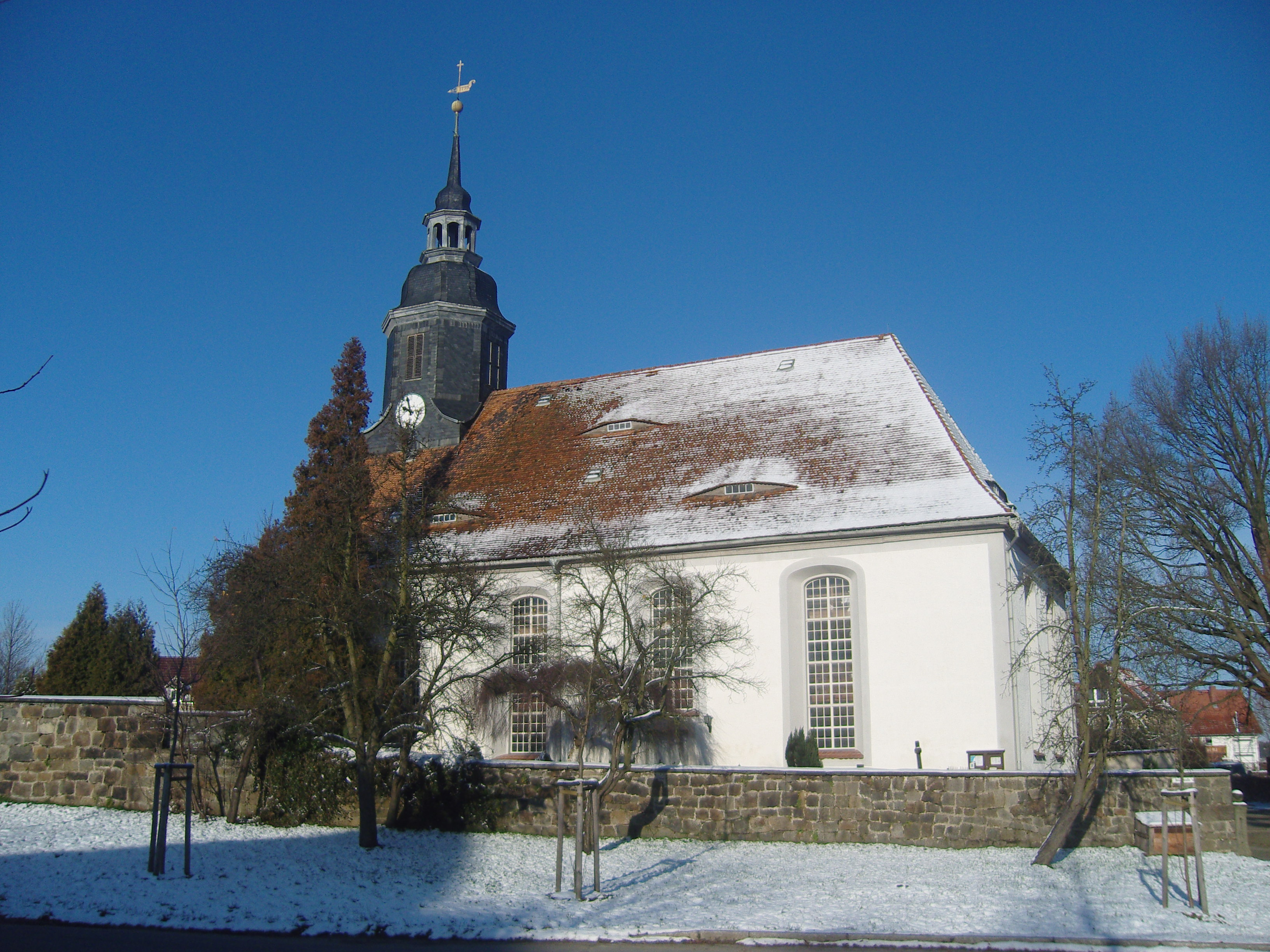
Kirche in Niedercunnersdorf

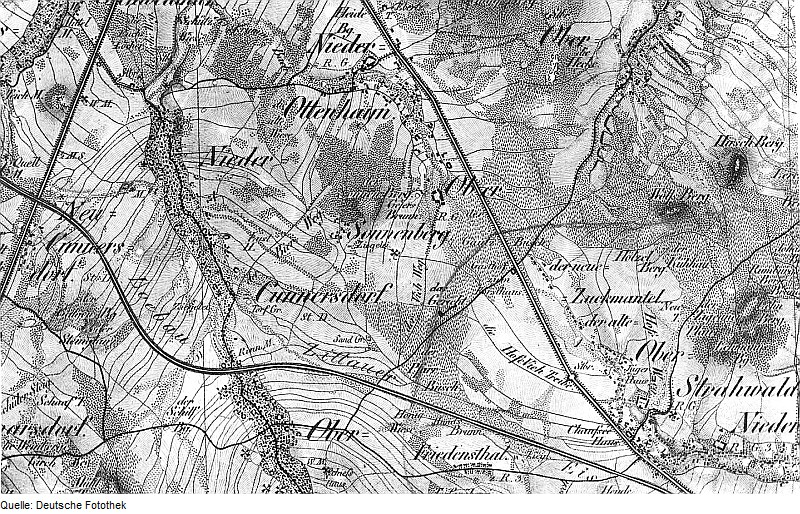
Karte von Oberreit mit Niedercunnersdorf um 1845

Niedercunnersdorf ist ein Dorf in der Oberlausitz und Ortsteil der Gemeinde Kottmar im Landkreis Görlitz. Der Ortsteil liegt im Tal des Cunnersdorfer Wassers.

## Geografie

### Ortsgliederung
Der Ort gliederte sich vor seiner Eingemeindung in Niedercunnersdorf und Ottenhain sowie die beiden Gemeindeteile Neucunnersdorf und Sonneberg.

## Geschichte
Seine erste Erwähnung führt Niedercunnersdorf ebenso wie der Nachbarort Obercunnersdorf auf eine Urkunde von 1221 zurück.
Ottenhain wurde erstmals 1317 erwähnt. Am 1. Januar 1999 wurde der Ort in die ehemalige Gemeinde eingemeindet.
Vor der Eingemeindung in die neue Gemeinde Kottmar bildete Niedercunnersdorf die Verwaltungsgemeinschaft mit Obercunnersdorf.
Am 1. Januar 2013 fusionierten die Gemeinden Obercunnersdorf, Niedercunnersdorf, Kottmarsdorf und Eibau zur neuen Gemeinde Kottmar.

### Ortsnamenformen
1221: „Cunradisdorf prope opidum Lubaw“; 1306: „ambae Conradesdorpp“; 1375: „Connyrsdorf prope Lubauiam“; 1399: „Kunnesdorf inferior“; 1399: „Kunnirsdorf nedirste“; 1419: „Conradstorff inferior“; 1438: „Cunerstorff“; 15. Jh.: „Cunradistorff inferior“; 1497: „Nieder Cunerßdorff“; 1547: „Nidder Kunerßdorff“; 1657: „Nieder Cunnersdorff“; 1875: „Niedercunnersdorf“

### Verwaltungszugehörigkeit
1777: Bautzener Kreis, 1843: Landgerichtsbezirk Löbau, 1856: Gerichtsamt Löbau, 1875: Amtshauptmannschaft Löbau, 1952: Kreis Löbau, 1994: Landkreis Löbau-Zittau, 2008: Landkreis Görlitz

### Einwohnerentwicklung
| Jahr | Einwohner                                  |
| 1558 | 25 besessene Mann                          |
| 1777 | 20 besessene Mann, 22 Gärtner, 156 Häusler |
| 1834 | 2.293                                      |
| 1871 | 2.204                                      |
| 1890 | 1.986                                      |
| 1910 | 1.905                                      |
| 1925 | 1.900                                      |
| 1939 | 1.767                                      |
| 1946 | 2.117                                      |
| 1950 | 2.235                                      |
| 1964 | 1.812                                      |
| 1990 | 1.386                                      |
| 2000 | 1.768                                      |

## Kultur und Sehenswürdigkeiten

### Museen
- Feuerwehrmuseum
- Museum Alte Weberstube
- Schulmuseum
- Technisches Museum
- Landwirtschaftliche Sammlung

### Regelmäßige Veranstaltungen
Das jährlich stattfindende „Cunnerschdurfer Schiss’n“ ist ein dem Jacobimarkt in Neugersdorf vergleichbares Volksfest, dessen Tradition auf das Jahr 1839 zurückgeht. Es verzeichnet etwa 20.000 Besucher jährlich.

## Söhne und Töchter des Ortes
- Ernst Wilhelm Leberecht Tempel (1821–1889), Astronom
- Emil Eichhorn (1889–1973), Schriftsteller, Mundartdichter
- Gottfried Ernst Hoffmann (1898–1978), Archivar
- Fritz Arlt (1912–2004), NS-Funktionär, beteiligt an „ethnischen Säuberungen“ im besetzten Polen
- Julia Preussger (* 1994), Skilangläuferin

## Verkehr
Der Bahnhof Niedercunnersdorf liegt an der Bahnstrecke Zittau–Löbau; allerdings verkehren hier ausschließlich Güterzüge.